# Síndrome de Peter Pan
A síndrome de Peter Pan foi aceita em psicologia desde a publicação de um livro escrito em 1983 The Peter Pan Syndrome: Men Who Have Never Grown Up ou "síndrome do homem que nunca cresce", escrito pelo Dr. Dan Kiley.
Esta síndrome caracteriza-se por determinados comportamentos imaturos em aspectos comportamentais, psicológicos, sexuais ou sociais. No entanto, não há evidências de que esta síndrome seja uma doença psicológica real, e por isso não está referenciada nos manuais de transtornos mentais. Não consta, por exemplo, no DSM IV.

## Características
A síndrome de Peter Pan descreve a incapacidade de alguém de acreditar que é mais velho ou de se envolver em um comportamento geralmente associado à idade adulta. Esta síndrome afeta pessoas que não querem ou se sentem incapazes de crescer, pessoas com corpo de adulto, mas mente de criança. Não sabem ou não querem deixar de ser crianças. O termo vem do personagem infantil fictício Peter Pan, que nunca envelhece. Embora seja mais comumente atribuído aos homens, pode afetar também as mulheres.
Algumas características do transtorno são a incapacidade dos indivíduos de assumir responsabilidades, de se comprometerem ou de cumprir promessas, o cuidado excessivo com a aparência e o bem-estar pessoal e a falta de autoconfiança, mesmo que pareçam não mostrá-lo e realmente parecer exatamente o oposto. Além disso, eles estão constantemente mudando de parceiros e procurando os mais jovens.
Pessoas que apresentam essas características associadas à síndrome de Peter Pan às vezes são chamadas de Peter Panners. Humbelina Robles Ortega, professora de Personalidade, Avaliação e Tratamento Psicológico da Universidade de Granada, relaciona a síndrome com pais superprotetores e a falta de habilidades para a vida que criam ansiedade na idade adulta.
Segundo Kiley, o indivíduo tende a apresentar rasgos de irresponsabilidade, rebeldia, cólera, narcisismo, dependência e negação ao envelhecimento. Geralmente, crianças superprotegidas adquirem este distúrbio que pode levar para vida toda.